# Pannonhalma
Pannonhalma (česky Panonský vrch[zdroj?], resp. kopec) je město v Maďarsku v župě Győr-Moson-Sopron, asi 20 kilometrů jihovýchodně od Győru. Žije zde 3 960 obyvatel.

## Územní arciopatství
Na kopci u města (282 m n. m.) se nachází územní benediktinské arciopatství sv. Martina založené v roce 996 uherským knížetem Gejzou. Klášterní komplex je od roku 1996 zapsán na Seznamu světového kulturního dědictví UNESCO.
Pannonhalmský arciopat patří mezi tzv. územní opaty, což znamená, že pro několik klášteru podřízených farností (v současnosti 14) plní funkci biskupa (a přijímá biskupské svěcení). Zdejší benediktini spravují rovněž gymnázium.

## Fotogalerie

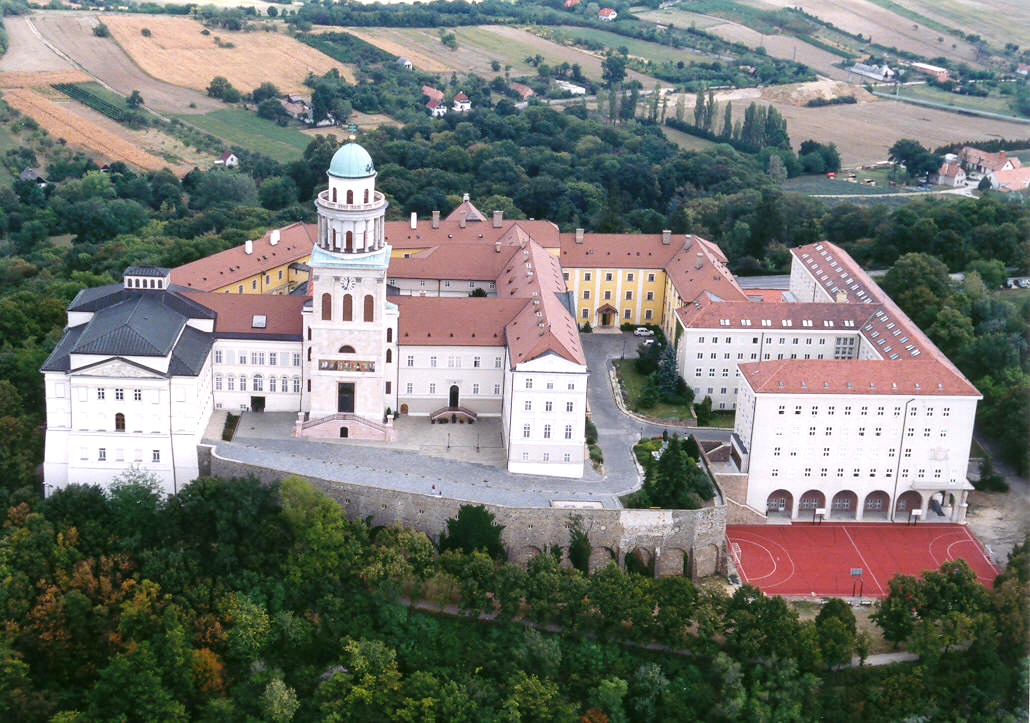
Pannonhalmské arciopatství
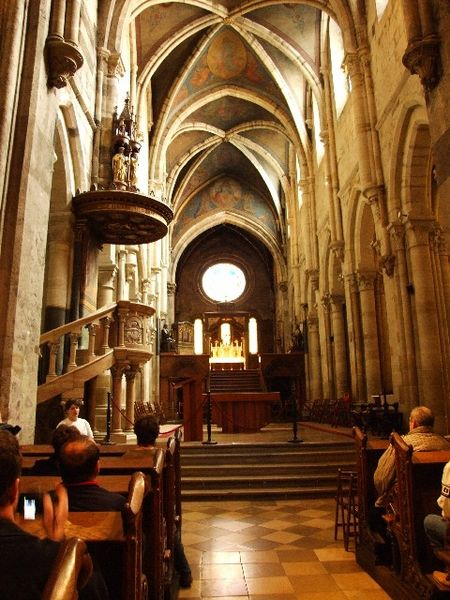
Interiér baziliky
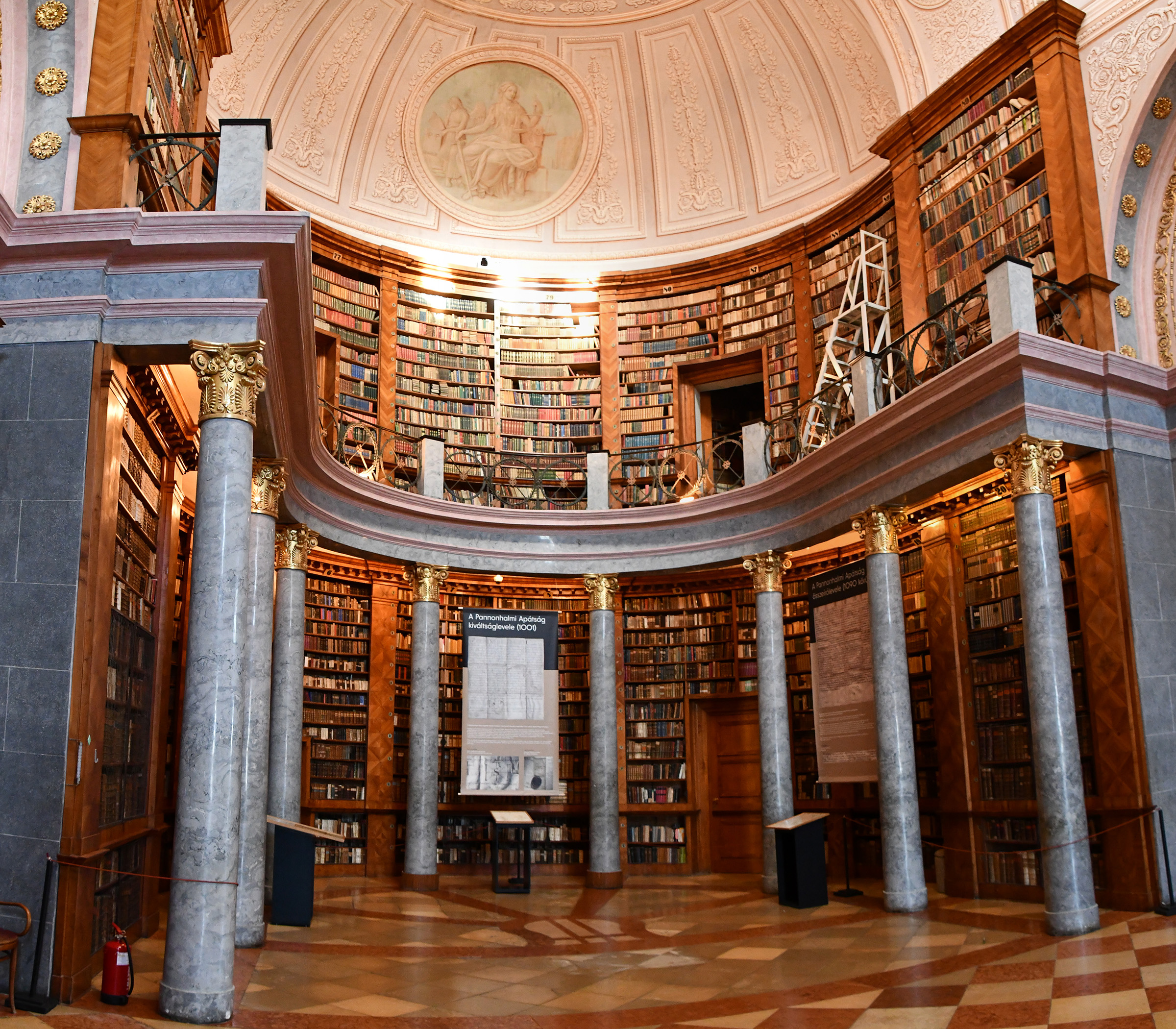
Klášterní knihovna